# Bohush (dinastie hasidică)
Bohush (în idiș בוהוש sau באהוש) este o dinastie hasidică numită după orașul Buhuși, România. Dinastia a început la mijlocul secolului al XIX-lea cu rabinul Isac Friedman, nepotul cel mai în vârstă al rabinului Israel Friedman din Rujîn și a avut sediul în acel oraș până în 1951, când strănepotul său, rabinul Iițhak Friedman, a mutat dinastia la Tel Aviv. În 1987, beis medrash a fost transferat la Bnei Brak, unde dinastia este condusă astăzi de rabinul Yaakov Mendel Friedman, un stră-strănepot al primului rebbe.
Rabinul Yaakov Mendel conduce curtea rabinică în moșavul Rehov, la câteva uși distanță de kloyz-ul inițial din Bnei Brak. De când a preluat conducerea, curtea a fost extinsă cu trei ieșiva, două kollel și comunități din tot Israelul, Statele Unite, precum și în Anvers și Londra.
Bohush este una dintre ramurile dinastiei Rujin, împreună cu Boian, Ciortkov, Husiatîn, Sadigura și Ștefăneșt.

## Linie
- Rabinul Israel Friedman din Ruzhin din Rujîn (născut 5 octombrie, 1796, la Rujîn, decedat 9 octombrie 1851, la Sadagura)
  - Rabinul Șalom Iosef Friedman din Sadigura (născut în 1812 la Rujîn, murit la 8 septembrie 1851, la Leipzig), fiul cel mai mare al rabinului Israel[5]
    - Rabinul Isac Friedman, primul rabin al dinastiei Bohush (născut la 7 decembrie 1834, la Buhuși, decedat la 19 august 1896, la Buhuși), fiul rabinului Șalom Iosef. Rabinul Isac este uneori denumit „Pahad Ițhak” din Buhuși (a nu fi confundat cu vărul său primar, Pahad Ițhak⁠(d) al lui Boian, fiul rabinului Avraham Yaakov din Sadigura).[5]
      - Rabinul Israel Friedman (născut la 13 octombrie 1855, la Zolotîi Potik, decedat la 9 aprilie 1923, la Buhuși), fiul lui Rebbe Yitzhok
      - Rabinul David Friedman din Bohush, al doilea[4] fiu al lui rabinului Isac
        - Rabinul Mendel Friedman (decedat în 1943 la Buhuși, după ce autoritățile române nu i-au permis să călătorească la București pentru a fi operat), fiul rabinului David și ginerele rabinului Israel Șalom Iosef
        - Rabinul Șalom Iosef din Shpikov (decedat în 1920 de tifos),[4] fiul rabinului David Friedman din Buhuși
          - Rabinul Ițhak Friedman din Bohush-Shpikov (născut în mai 1903 la Șpîkiv, decedat la 12 august 1992, la Arosa), fiul rabinului Șalom Iosef și soțul verișoarei sale, Ioheved Feige, fiica lui rabinului Menachem Mendel[4]
            - Rabinul Iaakov Mendel Friedman din Bohush, nepotul rabinului Isac

      - Șeva Șapira (Friedman), fiica lui rabinului Isac din Bohush, soția rabinului Chaim Meir Yechiel Shapira, rabin de Drohobitz (fiul lui Hadassah Faigah, care era fiica rabinului Avrohom Yaakov Friedman, primul rabin din Sadigura)
        - Rabinul Avraham Iaakov Șapira din Drohobîci, fiul rabinului Haim Meir Yechiel Shapira și Șeva Shapira (Friedman), rabin de Drohobitz

      - Chava Gitel (născută și decedată în România), fiica lui rebbe Isac, soția rabinului Mordechai Zișe Twersky
        - Rabinul David Twersky din Buhuși (născut în 1884 la Turiisk, decedat în 11 decembrie 1933, la Iași), fiul lui Chava Gitel și ginerele rabinului Israel Șalom Iosef.